# Wahles
Wahles ist ein Ortsteil von Brotterode-Trusetal im Landkreis Schmalkalden-Meiningen in Thüringen.

## Lage
Wahles liegt südwestlich von Trusetal im Tal der Truse an der Landesstraße 1024.

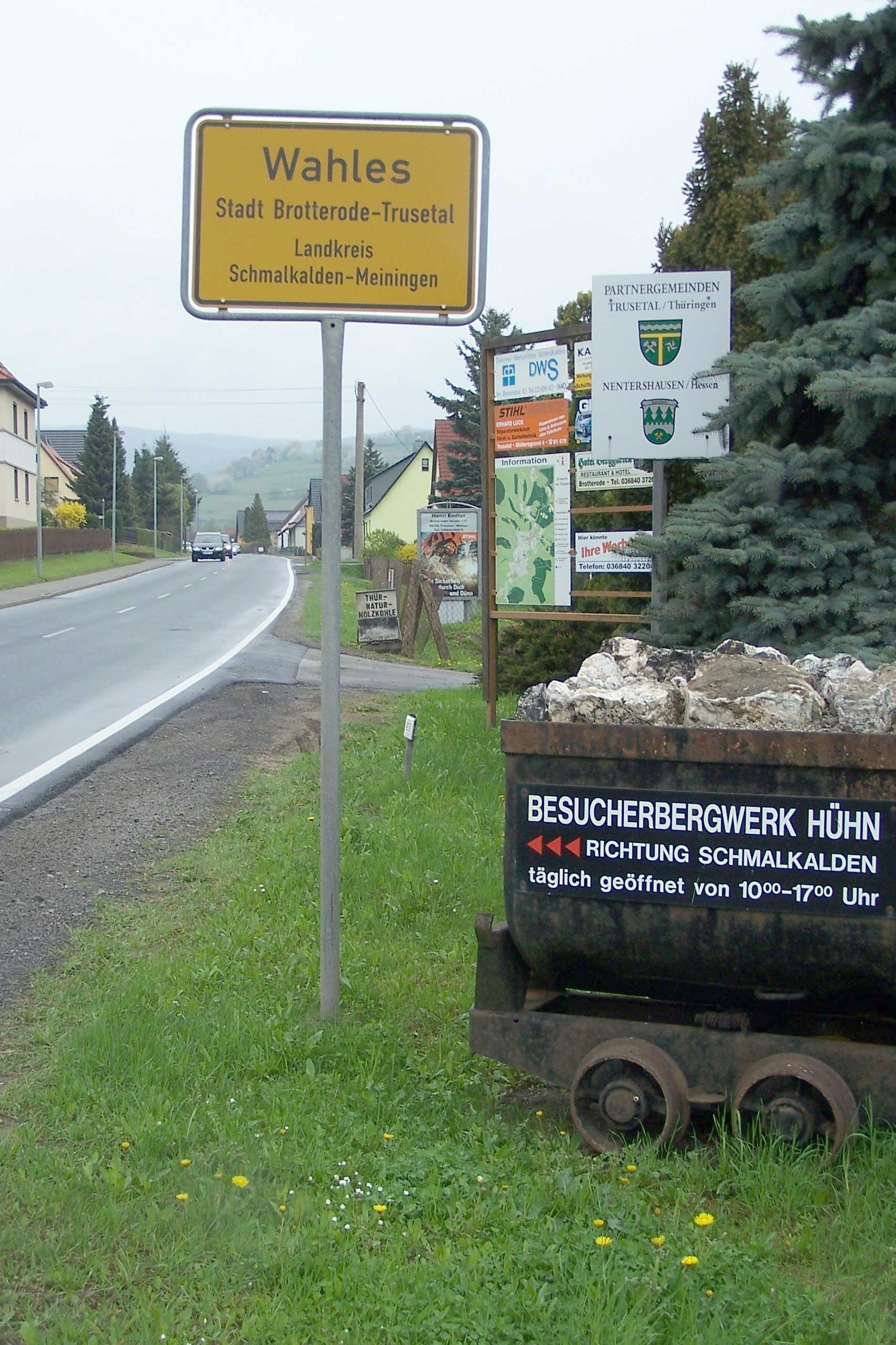
Am Ortseingang

## Geschichte
Am 17. Februar 1185 wurde das Dorf erstmals urkundlich genannt. Der Ort gehörte über Jahrhunderte zum Amt Herrenbreitungen in der hessischen Herrschaft Schmalkalden.
Wahles wurde 1994 nach Trusetal eingemeindet. Nach den Zusammenschluss von Brotterode und Trusetal 2011 gehört der Ort zu Brotterode-Trusetal. Im Ortsteil Wahles lebten 2012 insgesamt 300 Personen.